# Sericochroa lioneli
Sericochroa lioneli är en fjärilsart som beskrevs av Paul Thiaucourt. Sericochroa lioneli ingår i släktet Sericochroa och familjen tandspinnare. Inga underarter finns listade i Catalogue of Life.